# 紅島街道
紅島街道（こうとうかいどう、簡体字: 红岛街道）は、中国青島市轄区の城陽区の管轄する街道の1つ。域内に青島ハイテク産業開発区市北産業園が設けられている。
紅島は、膠州湾の北部にある湾最大の島であったが、膠州湾の水が少なくなり半島になった。元来草木が繁茂しており、蔭島と呼ばれていた。1960年代に島の周囲は紅色の崖で、至るところに紅色の石があることから紅島と呼ばれるようになった。島の周囲は昔から魚介が豊富で、漁や貝取りが行われた。毎年、ハマグリ祭りが行われ、ハマグリ、アサリの潮干狩りが盛んである。